# إميننس (ميزوري)
إميننس (بالإنجليزية: Eminence)‏ هي مدينة أمريكية تقع في ولاية ميزوري. تبلغ مساحة هذه المدينة 4.9 (كم²)،ويبلغ عدد سكانها 600 نسمة حسب إحصاء سنة 2010 م 600.تشير إحصاءات سنة 2000م بأن الكثافة السكانية في هذه المدينة تقدر بـ(112.1) نسمة/كم2 

## التركيبة السكانية
قام مكتب تعداد الولايات المتحدة بتحديد بيانات التركيبة السكانية لإميننس في تعداد الولايات المتحدة. في ما يلي، التركيبة السكانية حسب تعدادي 2000 و2010.

### تعداد عام 2000
بلغ عدد سكان إميننس 548 نسمة بحسب تعداد عام 2000، وبلغ عدد الأسر 256 أسرة وعدد العائلات 142 عائلة مقيمة في المدينة. في حين سجلت الكثافة السكانية 290.4 نسمة لكل ميل مربع (112.1/كم2). وبلغ عدد الوحدات السكنية 316 وحدة بمتوسط كثافة قدره 167.5 نسمة لكل ميل مربع (64.7/كم2).
وتوزع التركيب العرقي للمدينة بنسبة 91.61% من البيض و 2.55% من الأمريكيين الأصليين و 0.91% من الأمريكيين الأفارقة و 4.93% من عرقين مختلطين أو أكثر.
```
وكانت نسبة 44.5% من غير العائلات.
```

بلغ العمر الوسطي للسكان 43 عاماً.
وكان متوسط دخل الذكور 20,250, دولار مقابل 13,125 دولار للإناث. وسجل دخل الفرد الخاص بالمدينة 10,696 دولار.

### تعداد عام 2010
بلغ عدد سكان إميننس 600 نسمة بحسب تعداد عام 2010، وبلغ عدد الأسر 254 أسرة وعدد العائلات 140 عائلة مقيمة في المدينة. في حين سجلت الكثافة السكانية 319.1 نسمة لكل ميل مربع (123.2/كم2). وبلغ عدد الوحدات السكنية 334 وحدة بمتوسط كثافة قدره 177.7 لكل ميل مربع (68.6/كم2).
وتوزع التركيب العرقي للمدينة بنسبة 95.17% من البيض و 1.83% من الأمريكيين الأصليين و 0.17% من الأمريكيين ذوي الأصول الآسيوية و 2.83% من عرقين مختلطين أو أكثر.
بلغ عدد الأسر 254 أسرة كانت نسبة 28.7% منها لديها أطفال تحت سن الثامنة عشر تعيش معهم، وبلغت نسبة الأزواج القاطنين مع بعضهم البعض 35.8% من أصل المجموع الكلي للأسر، ونسبة 11.4% من الأسر كان لديها معيلات من الإناث دون وجود شريك، بينما كانت نسبة 7.9% من الأسر لديها معيلون من الذكور دون وجود شريكة وكانت نسبة 44.9% من غير العائلات. وبلغ متوسط حجم الأسرة المعيشية 3.10، أما متوسط حجم العائلات فبلغ 2.30.
بلغ العمر الوسطي للسكان 41 عاماً. وكانت نسبة 24.5% من القاطنين تحت سن الثامنة عشر، وكانت نسبة 9.7% بين الثامنة عشر والأربعة وعشرون عاماً، ونسبة 19.3% كانت واقعةً في الفئة العمرية ما بين الخامسة والعشرون حتى والأربعة وأربعون عاماً، ونسبة 28.5% كانت ما بين الخامسة والأربعون حتى الرابعة والستون، ونسبة 18% كانت ضمن فئة الخامسة والستون عاماً فما فوق. وتوزع التركيب الجنسي للسكان بنسبة 46.7% ذكور و53.3% إناث.